# V538 Carinae
V538 Carinae eller HD 98658, är en ensam stjärna i mellersta delen av stjärnbilden Kölen. Den har en högsta skenbar magnitud av ca 7,7 och kräver åtminstone en stark handkikare eller ett mindre teleskop för att kunna observeras. Baserat på parallax enligt Gaia Data Release 2 på ca 0,17 mas, beräknas den befinna sig på ett avstånd på ca 20 000 ljusår (ca 6 000 parsek) från solen. 

## Egenskaper

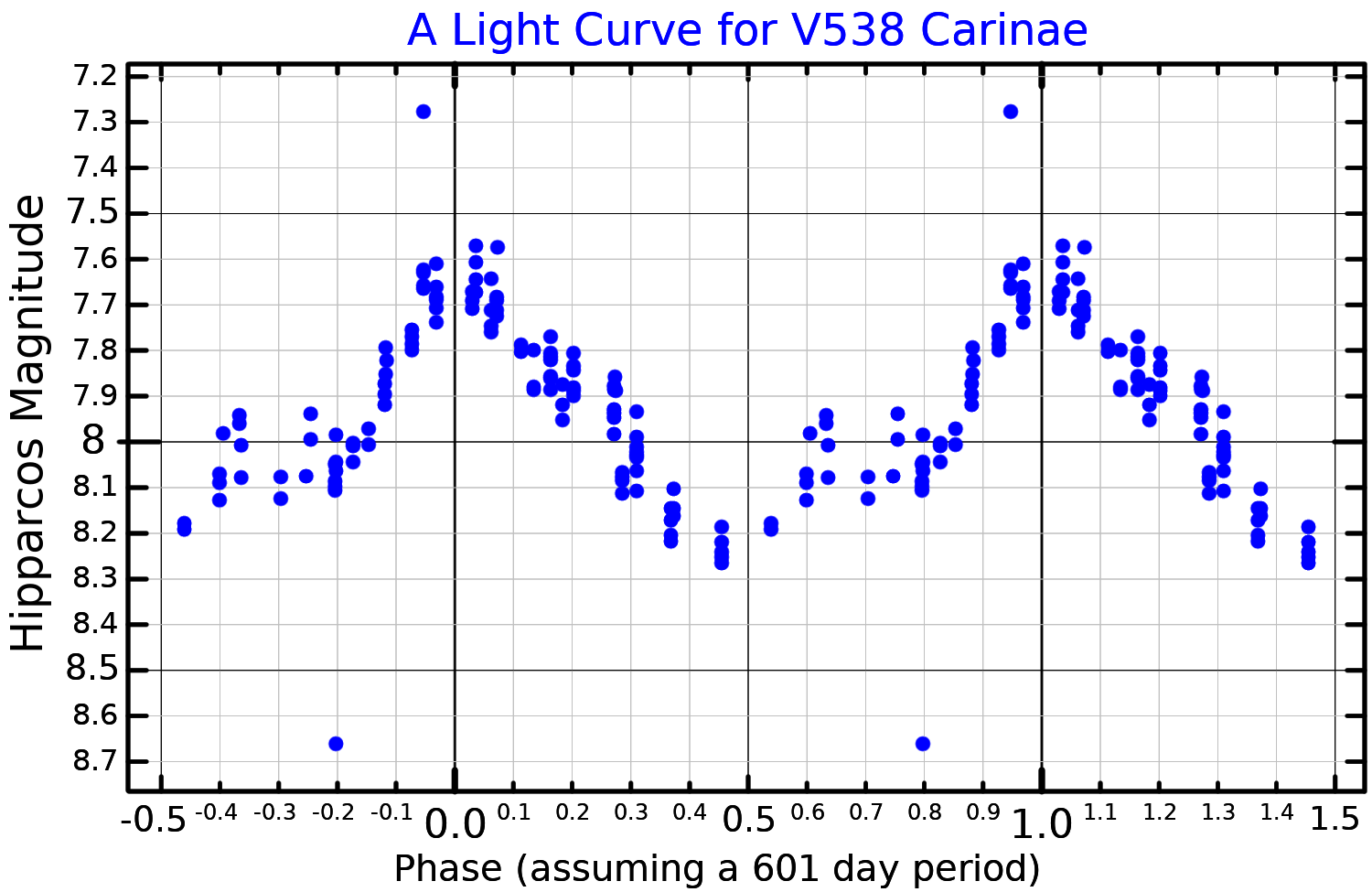
Ljuskurva för V538 Carinae, plottad från Hipparcos-data.

V538 Carinae är en röd till orange stjärna av spektralklass M3 II eller M3.8 Ib, som har ca 30 000 gånger solens utstrålning av energi från dess fotosfär vid en effektiv temperatur av ca 3 300 K.
V538 Carinae har en uppmätt vinkeldiameter på 3,4 mas men dess avstånd är osäkert. På Hipparcos avstånd på 1,33 +5,81−0,59 kpc, motsvarar detta en radie på 580 solradier, men vid det avstånd som antyds av dess Gaia Data Release 2-parallax skulle radien vara runt 1 900 solradier. Beräkningar baserade på Gaia DR2-parallaxen med temperaturer och bolometriska korrigeringar härledda från Gaia-färger ger en ännu större radie av över 2 200 solradier. Om stjärnan ersatte solen i solsystemet skulle dess fotosfär åtminstone nå ut till Mars omloppsbana.

## Variation
Vissa studier tyder på att denna stjärna är en ljusstark AGB-stjärna och en långperiodisk variabel istället för en superjätte. Den klassificeras i General Catalogue of Variable Stars som en halvregelbunden variabel stjärna av typen SRb, vilket anger en sval pulserande jättestjärna, med en möjlig period på 655 dygn. Dess ljusstyrka varierar mellan ytterligheterna av magnituden 7,7 och 9,2.